# Baobab

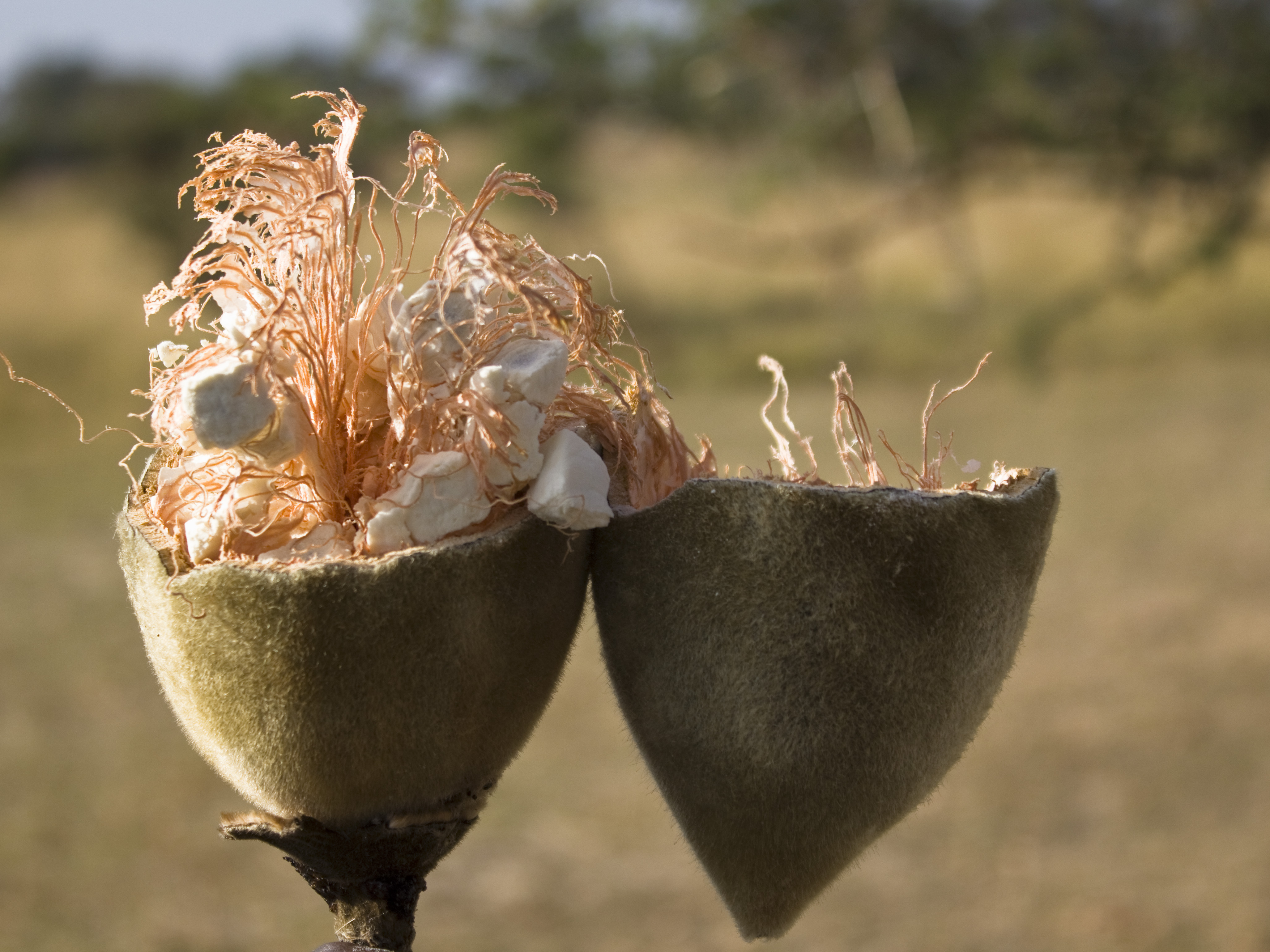
Adansonia digitata

Baobab eller apbrödsträdet (Adansonia digitata) är en av de åtta arterna inom växtsläktet baobabträd, inom familjen malvaväxter. Det är ett karaktärsträd på den afrikanska savannen.

## Beskrivning
Apbrödsträdet är det mest spridda av baobabträden. Det kan bli cirka 20 meter högt och stammarna kan nå en diameter på 10-14 meter. Frukten har ett hårt skal med en yta som sammet. Frukten kan man med fördel slå mot marken så att den spricker.

## Synonymer
Adansonia digitata L.
Adansonia bahobab L.
Adansonia baobab Gaertner
Adansonia digitata var. congolensis A.Chevallier
Adansonia integrifolia Rafinesque
Adansonia scutula Steudel
Adansonia situla (Loureiro) Sprengel
Adansonia somalensis Chiov.
Adansonia sphaerocarpa A.Chevallier
Adansonia sulcata A.Chevallier
Baobabus digitata (L.) O.Kuntze
Ophelus sitularius Loureiro